# Thomas Vernaeckt
Thomas Vernaeckt (Gant, 7 de novembre de 1988) és un ciclista belga, professional del 2009 al 2013.